# Айсвердер
А́йсвердер (нім. Eiswerder — «Крижаний острів») — острів на річці Хафель у Берліні, що розташований на північ від Шпандауської фортеці.

## Загальна характеристика
Острів площею 14 гектарів пов'язаний з берегами річки двома автомобільними мостами: Малим Айсвердерським мостом (нім. Kleine Eiswerderbrücke) — зі східним берегом і Великим Айсвердерським мостом (нім. Eiswerderbrücke) — із західним.
У XIX столітті Айсвердер перетворився на майданчик військової промисловості, де розмістилося кілька збройних підприємств: пороховий і гарматний заводи, артилерійська майстерня і патронний завод. 
У 1890 році на острів переїхала хімічна фабрика, яка виробляла кислоти для виробництва боєприпасів.
Після Другої світової війни вцілілі виробничі площі використовувалися під зберігання зерна. 
У 1953 — 1990 роках на острові зберігався Сенатський резерв Західного Берліна. У 1950-1970-т роки на Айсвердері також розташовувалася кіностудія Артура Браунера.
Після об'єднання Німеччини острів перетворився в центр ремесел й мистецтв, забудова якого була передана під офісні та житлові приміщення.

## Галерея

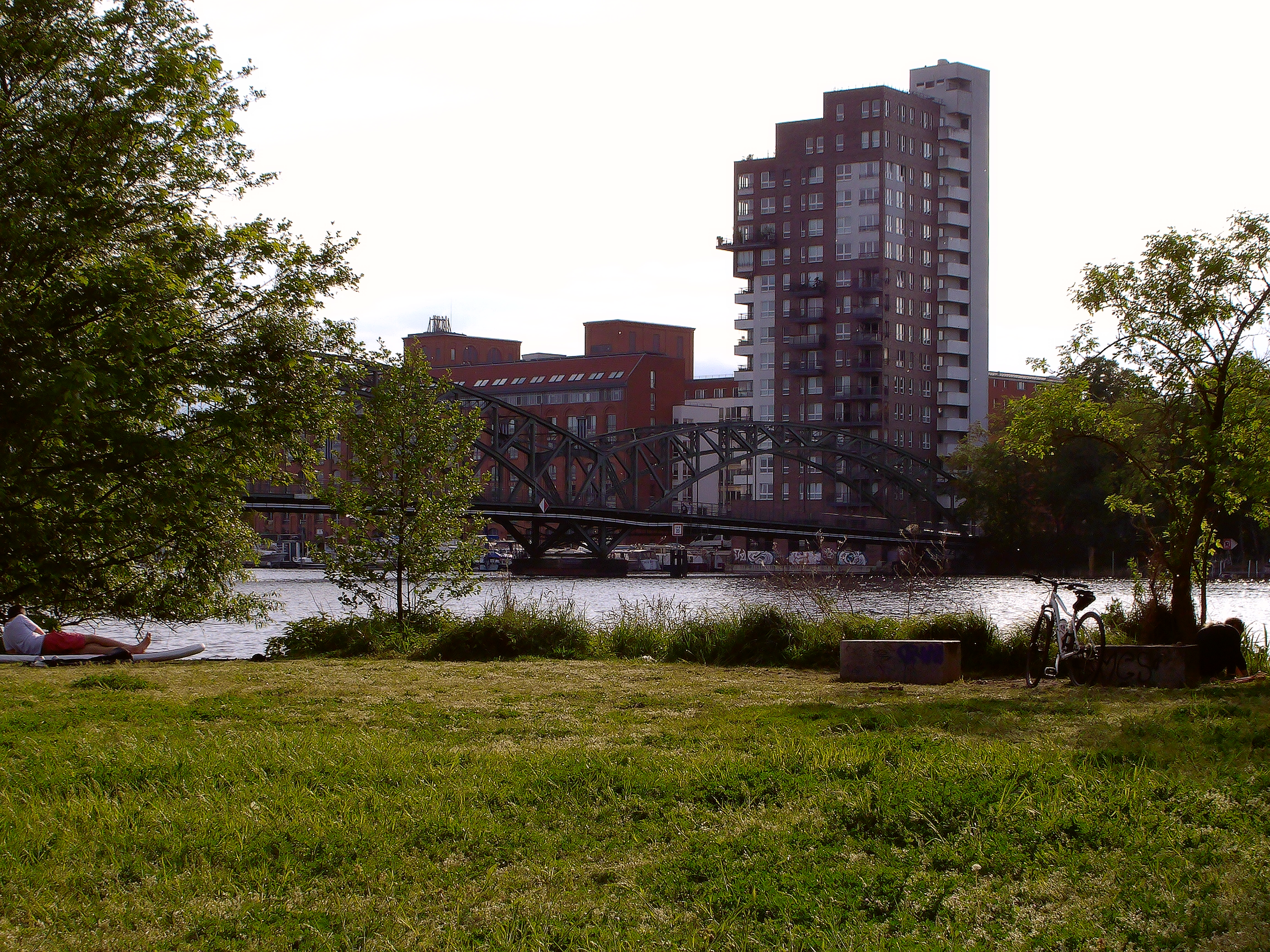
Міст на виїзд з Айсвердеру (нім. Eiswerderbrücke)